# 2015年の相撲
< 2015年 | 2015年のスポーツ
2015年の相撲（2015ねんのすもう）では、相撲について2015年（平成27年）の出来事を述べる。
2014年-2015年-2016年

## できごと

### 1月
- 9日 - 【大相撲】立田川親方（元幕内・光法）が、年寄「西岩」に名跡した[1]。
- 13日 - 【大相撲】1月場所3日目が、東京場所の3日目としては18年ぶりの満員御礼となった[2]。
- 16日 - 【大相撲】元小結・豊真将が現役を引退し、年寄「立田川」を襲名した[3]。
- 18日 - 【大相撲】横綱白鵬が安美錦に勝ち史上4人目の横綱通算600勝を達成（在位45場所目での達成は史上最速）[4]
- 20日 - 【大相撲】幕内千代鳳が対戦相手の常幸龍の休場により不戦勝となった。千代鳳はこの場所の2日目から休場（2日目は不戦敗）したあとの再出場であり、幕内では54年ぶりとなる、不戦敗後の不戦勝となった[5]
- 23日 - 【大相撲】1月場所13日目横綱鶴竜が横綱日馬富士を破り、横綱白鵬が大関稀勢の里を下した為、白鵬の5場所連続33回目の優勝が決定、1971年1月場所以来横綱大鵬が持っていた32回の最多優勝回数記録を44年ぶりに更新[6][7]。
- 25日 - 【大相撲】13日目に優勝を決めていた横綱白鵬が11度目の全勝優勝を達成。史上初めて年間6場所全てでの全勝優勝を達成[8]。また、白鵬が千秋楽に獲得した懸賞が61本で、1番に懸けられた懸賞の史上最多記録を更新[9]
- 29日 - 【大相撲】日本相撲協会理事会が東洋大学4年の大道久司（出羽海部屋）の幕下10枚目格付出での入門を承認[10]
- 31日 - 【大相撲】元小結若荒雄（不知火親方）の断髪式が国技館で行われた[11]

### 2月
- 1日 - 【大相撲】朝日山部屋がこの日付で消滅。力士らは伊勢ヶ濱部屋に、一部の裏方は浅香山部屋に転籍した[12]
- 12日 - 【大相撲】琴欧洲親方（元大関）が年寄名跡「鳴戸」を取得し、名跡変更[13]

### 3月
- 5日 - 【大相撲】理事会にて新弟子検査の体格基準の引き下げが決まり、3月場所前の検査を受検する中卒見込みの受検者に限り体重の基準が「67kg以上」から「65kg以上」となった[14]
- 8日 - 【大相撲】横綱鶴竜が左肩腱板損傷のため初日から休場[15]。この影響により既に決まっていた2日目の取組は割り返しが行われ[16]、中入り後の全21番中9番が変更となった[14]
- 9日 - 【大相撲】十両若の里が史上6人目の通算900勝を達成[17]
- 12日 - 【大相撲】横綱白鵬が史上7人目の通算900勝を達成[18]
- 14日 - 【大相撲】新関脇照ノ富士が75年ぶりとなる新関脇の初日から7連勝を達成[19]
- 20日 - 【大相撲】横綱白鵬が関脇照ノ富士に破れ、2014年11月場所7日目から続いた連勝が36で止まる[20]
- 21日 - 【大相撲】幕内逸ノ城と関脇照ノ富士の取組が1月場所に続く2場所連続の水入りとなる。日本相撲協会には同一力士同士による2場所連続水入りの記録は今までに無いという[21]
- 22日 - 【大相撲】横綱白鵬が自身の史上最多記録を更新する34回目の幕内最高優勝を達成。大鵬以来史上2人目となる2度目の6連覇も達成[22]

### 4月
- 25日・26日 - 【大相撲】「ニコニコ超会議2015」で、巡業「大相撲超会議場所」開催。トーナメントの他に、MAD動画を再現した「リアルSUMOU」や、OB戦（高見盛、若荒雄、雅山、琴欧洲）が話題を呼んだ。
- 27日 - 【大相撲】この日発表の5月場所番付から佐渡ヶ嶽部屋の序ノ口・琴安倍（日本国籍）が出身地登録を静岡県からインドネシアに変更。番付に初めて同国出身の力士が記載された[23]

### 5月
- 7日 - 【大相撲】横綱鶴竜が5月場所の全休を発表。2場所連続の全休となる[24]
- 14日 - 【大相撲】5月場所5日目で幕内旭天鵬の通算出場回数が1445回となり、魁皇の持つ史上最多記録（1444回）を更新[25]
- 18日
  - 【大相撲】幕内玉鷲が横綱日馬富士から初金星を獲得。30歳6ヶ月での初金星は外国出身者としては最高齢[26]
  - 【大相撲】5月場所9日目で横綱白鵬の勝ち越しが決定。北の湖に並ぶ史上最長の50場所連続勝ち越しとなる[27]
- 24日 - 【大相撲】5月場所千秋楽で関脇照ノ富士の初優勝が決定。所要25場所・幕内在位8場所での初優勝は、年6場所制以降ではともに3番目のスピード記録。また平成生まれの力士が本場所の幕内最高優勝を果たすのは初めて[28]
- 27日 - 【大相撲】日本相撲協会の理事会と番付編成会議で関脇照ノ富士の大関昇進が決定[29]。平成生まれの力士が大関に昇進したのは今回が初めてとなった[30]。
- 5月28日 - 【大相撲】日本相撲協会の理事会で、三段目付出制度の新設が承認された[31]
- 31日 - 【大相撲】九重親方（元横綱 千代の富士）が両国国技館で史上10人目の還暦土俵入りを披露[32]

### 6月
- 20日 - 【大相撲】5月場所後としては34年ぶりとなる巡業が石川県小松市で興行された

### 7月
- 13日 - 【大相撲】横綱日馬富士が、右肘外側側副靱帯損傷のため7月場所2日目から途中休場[33]
- 18日 - 【大相撲】幕内旭天鵬が通算938敗となり、寺尾の持つ通算最多黒星記録に並んだ[34]
- 19日 - 【大相撲】横綱白鵬の勝ち越しがこの日に決定し、史上単独1位となる幕内で51場所連続の勝ち越しを達成[35]
- 26日 - 【大相撲】横綱白鵬が自身の史上最多記録を更新する2場所ぶり35回目の幕内最高優勝を達成[36]
- 27日
  - 【大相撲】元関脇・旭天鵬が現役を引退し、年寄「大島」を継承・襲名した[37]。
  - 【大相撲】西岩親方（元幕内 光法）が、年寄「音羽山」を継承し、名跡変更した[38]。

### 8月
- 29日 - 【大相撲】東京23区では18年ぶりとなる巡業が東京都千代田区にて興行された[39]
- 31日 - 【大相撲】この日発表の9月場所番付で栃ノ心が小結に復帰し、戦後最も低い地位（西幕下55枚目）から三役へ復帰する記録を更新[40]

### 9月
- 2日 - 【大相撲】 7月場所中に付け人に暴力行為を働きケガをさせたとして、宮城野部屋付きの熊ヶ谷親方（元十両・金親）が警視庁に傷害容疑で逮捕された。[41][42]。
- 3日 - 【大相撲】元関脇の若の里が現役を引退し、年寄「西岩」を襲名した[43]。
- 11日 - 【大相撲】横綱日馬富士が右変形性肘関節症及び右肘内側側副靱帯損傷で9月場所を休場することが決定[44]
- 13日 - 【大相撲】小結隠岐の海がこの日の取組に勝って懸賞50本を獲得し、関脇以下の力士が獲得した懸賞本数の史上最多記録となる[45]
- 15日 - 【大相撲】横綱白鵬が9月場所3日目から左大腿四頭筋腱炎のため途中休場。昭和以降ともに歴代1位となっていた連続2桁勝利記録や横綱としての連続出場記録などいくつかの記録が止まる[46]
- 27日
  - 【大相撲】9月場所はこの日に千秋楽を迎えて、15日間満員札止めを達成。1996年9月場所以来19年ぶりの快挙となる[47][48]
  - 【大相撲】幕内の優勝争いは横綱鶴竜と大関照ノ富士による優勝決定戦までもつれ、鶴竜が9場所ぶり2回目の幕内最高優勝を達成[49]

### 10月
- 1日 - 【大相撲】日本相撲協会は、傷害罪で起訴された熊ヶ谷親方（元十両・金親）を懲戒解雇処分とした[50]。
- 7日 - 【大相撲】日光東照宮で横綱鶴竜が史上初めて横綱土俵入りを奉納[51]
- 15日 - 【大相撲】長野県の災害復興を祈願して善光寺で横綱鶴竜が横綱土俵入りを披露[52]
- 26日 - 【大相撲】5場所不在となっていた呼出の最高位・立呼出に拓郎が昇進[53]

### 11月
- 9日 - 【大相撲】11月場所2日目が満員御礼にならず、2014年11月場所から続いていた満員御礼の連続記録が80日で止まる[54]
- 14日 - 【大相撲】横綱白鵬が隠岐の海を櫓投げで下したが、この決まり手が記録されるのは約6年ぶりだった。また、この取組で立行司の40代式守伊之助がこの場所2度目となる軍配差し違えをした（1度目は3日目の横綱日馬富士-碧山の一番）、翌日から3日間の出場停止処分を受けた[55]。
- 19日 - 【大相撲】横綱白鵬の9年連続9度目の年間最多勝が確定[56]
- 20日 - 【大相撲】 第55代横綱で日本相撲協会理事長を務めていた北の湖敏満がこの日の夕方、直腸がんによる多臓器不全のため11月場所開催中で滞在先の福岡市内の病院で急逝[57][58][59]。
- 22日 - 【大相撲】横綱日馬富士が12場所ぶり7度目の幕内最高優勝を達成[60]
- 23日 - 【大相撲】山響親方（元幕内・巌雄）が北の湖部屋を継承した。これに伴い、部屋の名称は山響部屋に変更された[61]。

### 12月
- 18日
  - 【大相撲】 日本相撲協会の理事会が行われ、第13代理事長に事業部長・理事長代行を務める八角信芳が就任することが決定した[62][63]。しかし任期わずか3か月での理事長就任に一部で疑問の声が上がっている[64]。また巡業部長の尾車浩一が八角の後任として事業部長を兼務することとなった[65]。→11月20日の出来事参照
  - 【大相撲】日本相撲協会理事会が日本大学職員の坂元元規（追手風部屋）の幕下15枚目格付出での入門を承認[66]
- 22日 - 【大相撲】11月20日に逝去した日本相撲協会前理事長で元横綱の北の湖敏満の協会葬が両国国技館で営まれた。新理事長の八角信芳が葬儀委員長を務め、横綱・白鵬をはじめ現役力士や親方、親交のあった各界著名人など合わせて約2500人が参列した。協会葬として営まれるのは2005年に逝去した元大関貴ノ花の二子山親方以来10年ぶり23度目[67]。→11月20日・12月18日の出来事参照
- 24日 - 【大相撲】日本相撲協会が平成28年1月場所の番付を発表。[68]
- 28日 - 【大相撲】横綱白鵬が、自身の持つ歴代単独最多の幕内優勝記録がギネス世界記録に認定されたことを発表した[69]。

## 大相撲

### 本場所

#### 一月場所（初場所）
両国国技館（東京都）を会場に、初日の2015年（平成27年）1月11日（日）から千秋楽の1月25日（日）までの15日間開催された。番付発表は2014年（平成26年）12月24日。
| タイトル     | タイトル     | 人物 （所属部屋 出身地） - 成績                                                 |
| ------------ | ------------ | ------------------------------------------------------------------------------- |
| 幕内最高優勝 | 幕内最高優勝 | 白鵬翔（宮城野部屋 モンゴル・ウランバートル出身）（5場所連続33回目） - 15戦全勝 |
| 三賞         | 殊勲賞       | 該当者なし                                                                      |
| 三賞         | 敢闘賞       | 照ノ富士春雄（伊勢ヶ濱部屋 モンゴル・ウランバートル出身）（初受賞） - 8勝7敗    |
| 三賞         | 技能賞       | 該当者なし                                                                      |
| 十両優勝     | 十両優勝     | 北太樹明義（北の湖部屋 東京都町田市出身） - 13勝2敗                             |
| 幕下優勝     | 幕下優勝     | 正代直也（時津風部屋 熊本県宇土市出身） - 7戦全勝                               |
| 三段目優勝   | 三段目優勝   | 竜電剛至（高田川部屋 山梨県甲府市出身） - 7戦全勝                               |
| 序二段優勝   | 序二段優勝   | 佐藤貴信（貴乃花部屋 兵庫県芦屋市出身） - 7戦全勝                               |
| 序ノ口優勝   | 序ノ口優勝   | 諫誠章道（境川部屋 長崎県諫早市出身） - 7戦全勝                                 |

#### 三月場所（春場所、大阪場所）
大阪府立体育会館（大阪府）を会場に、初日の2015年（平成27年）3月8日（日）から千秋楽の3月22日（日）までの15日間開催された。番付発表は2月23日。
| タイトル     | タイトル     | 人物 （所属部屋 出身地） - 成績                                                       |
| ------------ | ------------ | ------------------------------------------------------------------------------------- |
| 幕内最高優勝 | 幕内最高優勝 | 白鵬翔（宮城野部屋 モンゴル・ウランバートル出身）（6場所連続34回目） - 14勝1敗        |
| 三賞         | 殊勲賞       | 照ノ富士春雄（伊勢ヶ濱部屋 モンゴル・ウランバートル出身）（初受賞） - 13勝2敗         |
| 三賞         | 敢闘賞       | 照ノ富士春雄（伊勢ヶ濱部屋 モンゴル・ウランバートル出身）（2場所連続2回目） - 13勝2敗 |
| 三賞         | 技能賞       | 該当者なし                                                                            |
| 十両優勝     | 十両優勝     | 富士東和佳（玉ノ井部屋 東京都足立区出身） - 12勝3敗                                   |
| 幕下優勝     | 幕下優勝     | 出羽疾風龍二（出羽海部屋 愛知県岡崎市出身） - 7戦全勝                                 |
| 三段目優勝   | 三段目優勝   | 千代の国憲輝（九重部屋 三重県伊賀市出身） - 7戦全勝                                   |
| 序二段優勝   | 序二段優勝   | 諫誠章道（境川部屋 長崎県諫早市出身） - 7戦全勝 ※優勝決定戦勝利                       |
| 序ノ口優勝   | 序ノ口優勝   | 飛翔富士廣樹（東関部屋 兵庫県神戸市兵庫区出身） - 7戦全勝                             |

#### 五月場所（夏場所）
両国国技館（東京都）を会場に、初日の2015年（平成27年）5月10日（日）から千秋楽の5月24日（日）までの15日間開催された。番付発表は4月27日。
| タイトル     | タイトル     | 人物 （所属部屋 出身地） - 成績                                                       |
| ------------ | ------------ | ------------------------------------------------------------------------------------- |
| 幕内最高優勝 | 幕内最高優勝 | 照ノ富士春雄（伊勢ヶ濱部屋 モンゴル・ウランバートル出身）（初優勝） - 12勝3敗         |
| 三賞         | 殊勲賞       | 該当者なし                                                                            |
| 三賞         | 敢闘賞       | 照ノ富士春雄（伊勢ヶ濱部屋 モンゴル・ウランバートル出身）（3場所連続3回目） - 12勝3敗 |
| 三賞         | 技能賞       | 該当者なし                                                                            |
| 十両優勝     | 十両優勝     | 鏡桜南二（鏡山部屋 モンゴル・ウランバートル出身） - 12勝3敗                           |
| 幕下優勝     | 幕下優勝     | 髙木立太（木瀬部屋 石川県金沢市出身） - 7戦全勝                                       |
| 三段目優勝   | 三段目優勝   | 相山拓也（北の湖部屋 埼玉県草加市出身） - 7戦全勝                                     |
| 序二段優勝   | 序二段優勝   | 栃乃島雅貴（春日野部屋 和歌山県御坊市出身） - 7戦全勝 ※優勝決定戦勝利                 |
| 序ノ口優勝   | 序ノ口優勝   | 宇良和輝（木瀬部屋 大阪府寝屋川市出身） - 7戦全勝                                     |

#### 七月場所（名古屋場所）
愛知県体育館（愛知県）を会場に、初日の2015年（平成27年）7月12日（日）から千秋楽の7月26日（日）までの15日間開催された。番付発表は6月29日。
| タイトル     | タイトル     | 人物 （所属部屋 出身地） - 成績                                                |
| ------------ | ------------ | ------------------------------------------------------------------------------ |
| 幕内最高優勝 | 幕内最高優勝 | 白鵬翔（宮城野部屋 モンゴル・ウランバートル出身）（2場所ぶり35回目） - 14勝1敗 |
| 三賞         | 殊勲賞       | 栃煌山雄一郎（春日野部屋 高知県安芸市出身）（17場所ぶり2回目） - 10勝5敗       |
| 三賞         | 敢闘賞       | 嘉風雅継（尾車部屋 大分県佐伯市出身）（8場所ぶり4回目） - 12勝3敗              |
| 三賞         | 技能賞       | 該当者なし                                                                     |
| 十両優勝     | 十両優勝     | 御嶽海久司（出羽海部屋 長野県木曽郡上松町出身） - 11勝4敗                      |
| 幕下優勝     | 幕下優勝     | 大翔丸翔伍（追手風部屋 大阪府八尾市出身） - 7戦全勝                            |
| 三段目優勝   | 三段目優勝   | 飛翔富士廣樹（東関部屋 兵庫県神戸市兵庫区出身） - 7戦全勝                      |
| 序二段優勝   | 序二段優勝   | 大輝明道（八角部屋 埼玉県所沢市出身） - 7戦全勝 ※優勝決定戦勝利                |
| 序ノ口優勝   | 序ノ口優勝   | 濵町明太郎（九重部屋 高知県幡多郡黒潮町出身） - 7戦全勝                        |

#### 九月場所（秋場所）
両国国技館（東京都）を会場に、初日の2015年（平成27年）9月13日（日）から千秋楽の9月27日（日）までの15日間開催された。番付発表は8月31日。
| タイトル     | タイトル     | 人物 （所属部屋 出身地） - 成績 |
| ------------ | ------------ | --- |
| 幕内最高優勝 | 幕内最高優勝 | 鶴竜力三郎（井筒部屋 モンゴル・スフバートル出身）（9場所ぶり2回目） - 12勝3敗 ※優勝決定戦勝利                                                   |
| 三賞         | 殊勲賞       | 嘉風雅継（尾車部屋 大分県佐伯市出身）（初受賞） - 11勝4敗                                                                                       |
| 三賞         | 敢闘賞       | 栃ノ心剛（春日野部屋 ジョージア・ムツヘタ出身）（5場所ぶり5回目） - 10勝5敗 勢翔太（伊勢ノ海部屋 大阪府交野市出身）（8場所ぶり3回目） - 11勝4敗 |
| 三賞         | 技能賞       | 嘉風雅継（尾車部屋 大分県佐伯市出身）（初受賞） - 11勝4敗                                                                                       |
| 十両優勝     | 十両優勝     | 松鳳山裕也（二所ノ関部屋 福岡県築上郡築上町出身） - 13勝2敗                                                                                     |
| 幕下優勝     | 幕下優勝     | 千代翔馬富士雄（九重部屋 モンゴル・ウランバートル出身） - 6勝1敗 ※優勝決定戦勝利                                                                |
| 三段目優勝   | 三段目優勝   | 大輝明道（八角部屋 埼玉県所沢市出身） - 7戦全勝                                                                                                 |
| 序二段優勝   | 序二段優勝   | 濵町明太郎（九重部屋 高知県幡多郡黒潮町出身） - 7戦全勝 ※優勝決定戦勝利                                                                         |
| 序ノ口優勝   | 序ノ口優勝   | 黒澤勇気（入間川部屋 群馬県前橋市出身） - 7戦全勝                                                                                               |

#### 十一月場所（九州場所）
福岡国際センター（福岡県）を会場に、初日の2015年（平成27年）11月8日（日）から千秋楽の11月22日（日）までの15日間開催された。番付発表は10月26日。
| タイトル     | タイトル     | 人物 （所属部屋 出身地） - 成績 |
| ------------ | ------------ | --- |
| 幕内最高優勝 | 幕内最高優勝 | 日馬富士公平（伊勢ヶ濱部屋 モンゴル・ゴビアルタイ出身）（12場所ぶり7回目） - 13勝2敗                                                               |
| 三賞         | 殊勲賞       | 該当者なし |
| 三賞         | 敢闘賞       | 勢翔太（伊勢ノ海部屋 大阪府交野市出身）（2場所連続4回目） - 12勝3敗 松鳳山裕也（二所ノ関部屋 福岡県築上郡築上町出身）（13場所ぶり3回目） - 12勝3敗 |
| 三賞         | 技能賞       | 嘉風雅継（尾車部屋 大分県佐伯市出身）（2場所連続2回目） - 8勝7敗                                                                                   |
| 十両優勝     | 十両優勝     | 正代直也（時津風部屋 熊本県宇土市出身） - 13勝2敗                                                                                                  |
| 幕下優勝     | 幕下優勝     | 芝匠（木瀬部屋 東京都町田市出身） - 7戦全勝 ※優勝決定戦勝利                                                                                        |
| 三段目優勝   | 三段目優勝   | 霧馬山鐵雄（陸奥部屋 モンゴル・ドルノトゥ出身） - 7戦全勝                                                                                          |
| 序二段優勝   | 序二段優勝   | 羽黒豊隆志（立浪部屋 茨城県常総市出身） - 7戦全勝                                                                                                  |
| 序ノ口優勝   | 序ノ口優勝   | 琴隼禎晃（佐渡ヶ嶽部屋 福岡県大川市出身） - 6勝1敗 ※優勝決定戦勝利                                                                                 |

### トーナメント大会
- 第39回日本大相撲トーナメント（2月8日・両国国技館）
  - 優勝：日馬富士公平（初優勝）
- 第74回明治神宮例祭奉祝全日本力士選士権大会（10月5日・両国国技館）
  - 第一部優勝：豪栄道豪太郎（初優勝）

### 巡業

#### 春巡業
- 3月29日 - 伊勢神宮奉納大相撲（三重県・伊勢神宮相撲場）
  - 幕内力士トーナメント戦士権大会優勝者：妙義龍泰成
- 3月30日 - 祝 南あわじ市市制施行10周年 大相撲淡路島場所（兵庫県・南あわじ市文化体育館）
- 3月31日 - 世界文化遺産 国宝姫路城 平成の大修理完成記念 大相撲姫路場所（兵庫県・姫路市立中央体育館）
- 4月2日 - 高野山開創1200年 奉納土俵入り（和歌山県）
- 4月3日 - 靖国神社奉納大相撲（東京都・靖国神社相撲場）
- 4月4日 - 祝 藤沢市市制施行75周年記念 大相撲藤沢場所（神奈川県・藤沢市秋葉台文化体育館）[70]
  - 幕内上位トーナメント優勝者：照ノ富士春雄
- 4月5日 - 大相撲富士山静岡場所（静岡県・静岡県草薙総合運動場体育館）[71]
- 4月10日 - 大相撲三郷場所（埼玉県・三郷市総合体育館）
- 4月11日 - 大相撲行徳闘牙場所（千葉県・市川市塩浜市民体育館）[72]
- 4月12日 - 大相撲常陸大宮場所（茨城県・西部総合公園体育館）[73]
- 4月18日 - 大相撲高崎場所（群馬県・高崎市浜川体育館）[74]
- 4月19日 - 大相撲水戸場所（茨城県・青柳公園市民体育館）
- 4月20日 - ひたちなか市復興横綱土俵入り（茨城県・ひたちなか市総合運動公園総合体育館）[75]
- 4月25日 - 26日 - 大相撲超会議場所（千葉県・幕張メッセ）[76]
  - 2日目幕内トーナメント優勝者：髙安晃

#### 北陸新幹線開業記念巡業
5月場所後に日本国内で巡業が行われるのは1981年6月16日（神奈川県横須賀市）以来、34年ぶりである。
- 6月20日 - 南加賀大相撲巡業（石川県・こまつドーム）[78]

#### 夏巡業
- 8月3日 - 4日 - 大相撲岐阜場所（岐阜県・岐阜メモリアルセンター）[79]
- 8月5日 - 大相撲鯖江場所（福井県・サンドーム福井）[80]
- 8月6日 - 7日 - 大相撲七尾場所（石川県・七尾総合市民体育館）[81]
- 8月8日 - 大相撲糸魚川場所（新潟県・糸魚川市民総合体育館）[82]
- 8月9日 - 大相撲あいづ場所（福島県・あいづ総合体育館）[83]
- 8月10日 - 大相撲五泉場所（新潟県・五泉市村松体育館 さくらアリーナ）[84]
- 8月11日 - 大相撲南相馬場所（福島県・南相馬市スポーツセンター）[85]
- 8月13日 - 大相撲郡山場所（福島県・郡山総合体育館）[86]
- 8月14日 - 大相撲足利場所（栃木県・足利市民体育館）[87]
- 8月15日 - 大相撲天童場所（山形県・天童市スポーツセンター）[88]
- 8月16日 - 大相撲仙台場所（宮城県・仙台市体育館）[89]
- 8月17日 - 大相撲一関場所（岩手県・一関市総合体育館）[90]
- 8月18日 - 大相撲三種場所（秋田県・琴丘総合体育館）[91]
- 8月19日 - 大相撲八戸場所（青森県・八戸市体育館）[92]
- 8月20日 - 大相撲野辺地場所（青森県・七戸町中央公園 屋内スポーツセンター）[93]
- 8月22日 - 23日 - 大相撲札幌場所（北海道・月寒ドーム）[94]
- 8月29日 - 大相撲KITTE場所（東京都・JPタワー）[95]

#### 秋巡業
- 10月8日 - 日光東照宮400年式年大祭記念 大相撲とちぎ場所（栃木県・宇都宮市体育館）[96]
- 10月9日 - 大相撲厚木場所（神奈川県・荻野運動公園）[97]
- 10月10日 - 大相撲さいたま場所（埼玉県・浦和駒場体育館）[98]
- 10月11日 - 大相撲富士山山梨場所（山梨県・アイメッセ山梨）[99]
- 10月12日 - 大相撲浜松出世場所（静岡県・浜松アリーナ）[100]
- 10月13日 - 大相撲豊田場所（愛知県・スカイホール豊田）[101]
- 10月14日 - 輝く未来 大相撲松本場所（長野県・松本市総合体育館）[102]
- 10月16日 - 大相撲長野場所（長野県・長野市真島総合スポーツアリーナ）[103]
- 10月17日 - 大相撲金沢場所（石川県・金沢市総合体育館）[104]
- 10月18日 - 大相撲京都場所（京都府・京都府立体育館）[105]
- 10月19日 - 大相撲紀州梅の郷場所（和歌山県・田辺スポーツパーク体育館）[106]
- 10月20日 - 大相撲丸亀場所（香川県・丸亀市民体育館）[107]
- 10月21日 - 大相撲今治場所（愛媛県・今治市営中央体育館）[108]
- 10月22日 - 松前町町制施行60周年 大相撲松前場所（愛媛県・松前公園体育館）[109]
- 10月23日 - 大相撲倉吉場所（鳥取県・鳥取県立倉吉体育文化会館）[110]
- 10月24日 - 大相撲広島場所（広島県・広島市東区スポーツセンター）[111]
- 10月25日 - tys開局45周年記念 大相撲下関場所（山口県・山口県立下関武道館）[112]

#### 冬巡業
- 11月29日 - 大相撲鹿児島場所（鹿児島県・鴨池ドーム）[113]
- 12月1日 - 大相撲佐伯場所（大分県・佐伯市総合体育館）
- 12月2日 -  ビーコンプラザ開業20周年記念 大相撲別府場所（大分県・ビーコンプラザ）
- 12月3日 - NIB長崎国際テレビ開局25周年記念 大相撲長崎場所（長崎県・長崎県立総合体育館）[114]
- 12月4日 - 大相撲出水場所（鹿児島県・出水市総合体育館）
- 12月5日 - 大相撲宮崎場所（宮崎県・宮崎県体育館）[115]
- 12月6日 - 南阿蘇合併10周年記念 大相撲南阿蘇場所（熊本県・南阿蘇村立長陽中学校体育館）[116]
- 12月7日 - 大相撲南さつま場所（鹿児島県・加世田運動公園体育館）[117]
- 12月8日 - 霧島市市制施行10周年記念事業 大相撲霧島場所（鹿児島県・国分体育館）
- 12月9日 - 新市誕生10周年記念 大相撲八代場所（熊本県・八代市総合体育館）[118]
- 12月10日 - 大相撲直方もち吉場所（福岡県・直方市体育館）[119]
- 12月12日 - 13日 - 大相撲沖縄場所（沖縄県・沖縄県立武道館）[120]

### 昇進
- 大関 - 照ノ富士が昇進（1回目）[29]。（5月27日）
- 立呼出（呼出の最高位） - 拓郎が昇進[53]。（10月26日）

### 新弟子検査合格者
四股名が太字の者は現役力士。最高位は引退力士のみ記載。
| 場所     | 人数 | 主な合格者                     | 四股名         | 最高位    | 最終場所      | 備考                                  |
| -------- | ---- | ------------------------------ | -------------- | --------- | ------------- | ------------------------------------- |
| 1月場所  | 11人 | 岩﨑正也                       | 翔猿正也       | （現役）  | （現役）      |                                       |
| 3月場所  | 43人 | 大道久司                       | 御嶽海久司     | （現役）  | （現役）      | 幕下10枚目格付出                      |
| 3月場所  | 43人 | 宇良和輝                       | 宇良和輝       | （現役）  | （現役）      |                                       |
| 3月場所  | 43人 | 中村大輝                       | 北勝富士大輝   | 小結      | 2025年5月場所 |                                       |
| 3月場所  | 43人 | ビャンブチュルン・ハグワスレン | 霧島鐵力       | （現役）  | （現役）      | 興行ビザ取得待ちのため初土俵は5月場所 |
| 5月場所  | 10人 | 濵町明太郎                     | 千代の海明太郎 | 十両8枚目 | 2024年5月場所 |                                       |
| 7月場所  | 2人  |                                |                |           |               |                                       |
| 9月場所  | 4人  |                                |                |           |               |                                       |
| 11月場所 | 4人  | 鎌谷将且                       | 琴櫻将傑       | （現役）  | （現役）      |                                       |

### 引退
| 場所     | 人数 | 主な引退力士 | 最高位     | 初土俵         | 備考               |
| -------- | ---- | ------------ | ---------- | -------------- | ------------------ |
| 1月場所  | 19人 | 豊真将紀行   | 小結       | 2004年3月場所  | 年寄「立田川」襲名 |
| 1月場所  | 19人 | 栃乃若導大   | 前頭筆頭   | 2007年1月場所  |                    |
| 1月場所  | 19人 | 鳥羽の山喜充 | 前頭13枚目 | 1993年11月場所 |                    |
| 1月場所  | 19人 | 千昇秀貴     | 十両14枚目 | 2001年3月場所  |                    |
| 3月場所  | 9人  |              |            |                |                    |
| 5月場所  | 20人 | 出羽の郷秀之 | 十両14枚目 | 1986年5月場所  |                    |
| 7月場所  | 6人  | 旭天鵬勝     | 関脇       | 1992年3月場所  | 年寄「大島」襲名   |
| 9月場所  | 8人  | 若の里忍     | 関脇       | 1992年3月場所  | 年寄「西岩」襲名   |
| 11月場所 | 10人 |              |            |                |                    |

#### 断髪式
- 1月31日 - 元小結・若荒雄[133]
- 2月7日 - 元大関・琴光喜[134]

### 受賞
- 年間最多勝：白鵬翔　66勝12敗12休（9年連続9回目）　（西日本新聞社により表彰）

## アマチュア相撲

### 国際大会
- 4月19日  - 第3回国際女子相撲選抜堺大会　（大阪府・堺市大浜公園相撲場）[135]
- 8月29日-30日 - 世界相撲選手権2015が一般男女・ジュニア男女ともに国際相撲連盟・日本相撲連盟主催により、大阪府・堺市大浜公園相撲場において同一会場・同時開催で行われた。
  - 第13回世界ジュニア相撲選手権大会　- 開催日：8月29日
  - 第5回世界女子ジュニア相撲選手権大会　- 開催日：8月29日
  - 第20回世界相撲選手権大会　- 開催日：8月30日
  - 第11回世界女子相撲選手権大会　- 開催日：8月30日

### 国内大会
- 4月29日 - 第32回全日本大学選抜相撲宇和島大会　（愛媛県・宇和島市営体育館特設土俵） [135]
- 5月3日0 -  第55回全国大学選抜相撲宇佐大会　（大分県・宇佐市総合運動場宇佐相撲場）
- 5月5日0 - 第25回全国選抜大学・社会人対抗相撲九州大会　（福岡県・福岡久山相撲場）
- 5月9日0 - 第66回東日本学生相撲新人選手権大会　（東京都・靖国神社相撲場）
- 5月10日 - 第65回西日本学生相撲新人選手権大会　（大阪府・堺市大浜公園相撲場）
- 5月10日 - 第16回全国選抜女子相撲大会　（大阪府・堺市大浜公園相撲場）
- 5月17日 - 第53回全国選抜大学・実業団対抗相撲和歌山大会　（和歌山県・和歌山県営相撲場）
- 5月24日 - 第99回高等学校相撲金沢大会　（石川県・石川県卯辰山相撲場）
- 6月7日0 - 第89回西日本学生相撲選手権大会　（大阪府・堺市大浜公園相撲場）
- 6月7日0 - 第94回東日本学生相撲選手権大会　（東京都・両国国技館）
- 6月14日 - 第1回全国女子相撲選抜ひめじ大会（兵庫県・姫路市網干南公園相撲場）
- 6月28日 - 第44回西日本実業団相撲選手権大会	（大阪府・堺市大浜公園相撲場）
- 7月5日0 - 第53回東日本実業団相撲選手権大会　（埼玉県・埼玉県立武道館）
- 7月5日0 - 第3回全国学生女子相撲選手権大会　（東京都・日本大学八幡山総合体育館）
- 7月5日0 - 第75回西日本選抜学生相撲大会（大阪府・堺市大浜公園相撲場）
- 7月19日 - 第5回全日本大学選抜相撲金沢大会（石川県・石川県卯辰山相撲場）
- 7月25日 - 第6回全日本女子相撲郡上大会　（岐阜県・郡上市相撲場）
- 7月26日 - 第42回東日本学生相撲個人体重別選手権大会　（東京都・靖国神社相撲場）
- 7月26日 - 第40回西日本学生相撲個人体重別選手権大会　（大阪府・堺市大浜公園相撲場）
- 7月28日-30日 - 第93回全国高校相撲選手権大会  （高校横綱、兵庫県・洲本市文化体育館）
- 8月2日0 - 第31回わんぱく相撲全国大会	（わんぱく横綱、東京都・国技館）
- 8月2日0 - 第46回全国選抜社会人相撲選手権大会　（石川県・津幡町常設相撲場）
- 8月2日0 - 全日本ジュニア体重別相撲選手権大会　（三重県・神宮相撲上（伊勢市））
- 8月9日0 - 第26回全国都道府県中学生相撲選手権大会　（東京都・両国国技館）
- 8月14日 - 第50回全日本大学選抜相撲十和田大会	（青森県・十和田市相撲場）
- 8月15日 - 第64回選抜高校相撲十和田大会　（青森県・十和田市相撲場）
- 8月22日-23日 - 第45回全国中学校相撲選手権大会 （中学生横綱、青森県・十和田市相撲場）
- 8月23日 - 第54回全国教職員相撲選手権大会　（岩手県・八幡平市総合運動公園体育館）
- 9月5日-6日 - 第64回東日本学生相撲リーグ戦　（東京・靖国神社相撲場）
- 9月6日0 - 第58回選抜高校相撲宇佐大会　（大分・宇佐市総合運動場宇佐相撲場）
- 9月13日 - 第63回全国選抜大学・実業団相撲刈谷大会　（愛知・刈谷市体育館特設相撲場）
- 9月20日 - 第40回全国学生相撲個人体重別選手権大会　（東京・靖国神社相撲場）
- 9月21日 - 第57回全日本実業団相撲選手権大会　（実業団横綱、東京・靖国神社相撲場）
- 9月27日-29日 - 第70回国民体育大会相撲競技　（和歌山・県営相撲競技場）
- 10月4日 - 第8回全国青少年相撲選手権大会　（熊本県・熊本県総合運動公園相撲場）
- 10月11日 - 第12回全国少年相撲選手権大会　（東京・両国国技館）
- 10月18日 - 第20回全日本女子相撲選手権大会　（愛媛県・西予市乙亥の里乙亥会館アリーナ）
- 11月7日-8日 - 第93回全国学生相撲選手権大会　（学生横綱、大阪府・堺市大浜公園相撲場）
- 12月6日 - 全日本相撲選手権の一般部門・小学生部門が東京・両国国技館で開催された。
  - 第64回全日本相撲選手権大会 （アマチュア横綱）
  - 第28回全日本小学生相撲優勝大会

## その他
- 年間最優秀力士賞：白鵬翔　大相撲本場所 66勝12敗12休（9年連続9回目）　（報知新聞社が制定）

## 死去
- 4月29日 - 中尾三郎（英語版）（学生横綱、メルボルン五輪レスリング日本代表、* 1937年）[136]
- 6月20日 - 貴ノ浪貞博（最高位：大関、所属：藤島部屋→二子山部屋→貴乃花部屋、年寄：音羽山、* 1971年【昭和46年】）[137]
- 6月24日 - 大倭東洋（最高位：十両12枚目、所属：入間川部屋、* 1971年【昭和46年】）[138]
- 6月28日 - 琉王優貴（最高位：前頭筆頭、所属：朝日山部屋、* 1945年【昭和20年】）[139]
- 11月20日 - 北の湖敏満（最高位：第55代横綱、所属：三保ヶ関部屋、年寄：北の湖、第9・12代日本相撲協会理事長、* 1953年【昭和28年】）[140]
- 12月21日 - エマニュエル・ヤーブロー（総合格闘家、1995年世界相撲選手権大会無差別級優勝、* 1964年）